# Атанас Жилков
Атанас Жилков (болг. Атанас Павлов Жилков; нар. 14 жовтня 1888, Пловдив — пом. невідомо) — болгарський офіцер, генерал-лейтенант.

## Біографія
Народився 14 жовтня 1888 в Пловдиві. У 1909 закінчив Військове училище в Софії. З 1 червня 1930 був призначений командиром третього кавалерійського полку. В період з квітня 1931 по червень 1934 був командиром першого кавалерійського полку. У 1936 став командиром першої кінної дивізії. У період з жовтня 1936 по жовтень 1941 був інспектором кавалерії. У 1941 був призначений офіцером зв'язку з німецьким командуванням в Белграді. Звільнений з армії 14 вересня 1944. У 1945 був засуджений до довічного ув'язнення в Народним судом.

## Військові звання
- Лейтенант (22 вересня 1912)
- Капітан (30 травня 1916)
- Майор (18 жовтня 1919)
- Підполковник (5 жовтня 1924)
- Полковник (26 березня 1931)
- Генерал-майор (6 травня 1937)
- Генерал-лейтенант (1942)